# Sven Simon (Sportjournalist)
Sven Simon (* 13. Dezember 1971 in Wolfsburg) ist ein deutscher Sportjournalist mit Fachgebiet Basketball.

## Laufbahn
Simon durchlief Ende der 1980er/Anfang der 1990er Jahre bei Volkswagen eine Ausbildung zum Industrieelektroniker. Ende der 1990er Jahre wurde er als Sportjournalist tätig und nahm an der Deutschen Sporthochschule Köln ein Studium mit den Schwerpunkten Medien und Kommunikation auf. Simon veröffentlichte Artikel unter anderem in den Wolfsburger Nachrichten, im Fachblatt Basketball, in der Süddeutschen Zeitung, im Tagesspiegel, der Frankfurter Rundschau und bei Spiegel Online. Er berichtete dabei zumeist über den Basketball-Sport.
Zwischen August 2003 und November 2011 war Simon bei der Basketballzeitschrift Five, zu deren Gründern er gehörte, als stellvertretender Chefredakteur tätig. Sein Bericht Zurück im nächsten Leben über den Basketballspieler Ademola Okulaja wurde 2009 mit dem Manfred-Ströher-Medienpreis ausgezeichnet. Für die Fernseh- beziehungsweise Hörfunksender Sportdigital sowie Radio Köln war Simon bei Basketball-Übertragungen als Kommentator und Berichterstatter im Einsatz, 2011 moderierte er im Auftrag der Basketball-Bundesliga eine Internet-Basketballsendung.
Simon trat Mitte Januar 2012 bei der Basketball-Bundesliga GmbH eine Stelle als Redaktionsleiter Digitale Medien an. Im Rahmen dieser Tätigkeit war er Chefredakteur und Konzeptverantwortlicher des im Dezember 2015 erschienenen Buches 50 Jahre Basketball-Bundesliga. Von der Zeitschrift Stern wurde Simon 2016 als einer der „besten Kenner der hiesigen Liga“ (Bundesliga) bezeichnet.